# ナポリ語

ナポリ王国の領域（橙）

ナポリ語（ナポリご、ナポリ語: lengua napulitana、イタリア語: napoletano）は、南部イタリアのロマンス系言語。南イタリア最大の都市ナポリを中心に、カンパニア州、バジリカータ州、カラブリア州北部、プーリア州北部・中部、アブルッツォ州、マルケ州南部、ラツィオ州南部などで広範に使用される。
「ナポリ語」という名前はナポリ王国の旧領で話されている事に由来するが、エスノローグはナポリ語ではナポリ市で用いられる言語という誤解を与えるとして、ナポリ・カラブリア語（伊: Napoletano-Calabrese）という呼称を用いている。この呼称が適切かどうかは別として、多くの学者はナポリ語とイタリア語のナポリ方言は区別されなければならず、紛らわしくない呼称が必要だとしている。
ナポリ語話者が分布する圏内で意思疎通に問題が生じることは少ないが、ナポリ語話者と標準イタリア語話者のあいだでは意思疎通がうまくいかない場合がある。これは、中性名詞の存在や複数形の作り方の違いなど、標準イタリア語との間に文法上の明確かつ大きな差異があるためである。

## 特徴
ナポリ語も標準イタリア語と同様に俗ラテン語から派生したものであるが、ラテン語よりも前に存在していたオスク語の影響が大きい。例えば d 音を r 音のように発音するロータシズム（顫動音化）が挙げられる。具体的には、語頭もしくは母音に挟まれた d は r と発音され、またそのまま綴られることもある（vedé「見る」は veré, cadé「落ちる」は caréとなる）。ロータシズムの他の例としてはラテン語の -nd が -nn に置換されること（it. mondo「世界」は munno, it. quando「いつ」は quanno となる）、-mb が -mm に置換されること（it. tamburo「太鼓」は tammuro となる）などが挙げられよう。9世紀まで現在のナポリ地域はギリシャ語が使用されていたため、ギリシャ語の影響も受けている。
近年まで正書法を確立する試みはなかった。例えば「ナポリ語辞書」と題された書籍で「木」を引いてみると、arbero, arvero, ávaro などとばらついている有様だった。現在は、Aldo Oliveri 教授らのプロジェクトにより文法などの整理が行われている。
言語文化面では、ナポリ語は ジャンバティスタ・バジーレ, エドゥアルド・デ・フィリッポ, サルヴァトーレ･ディ･ジャコモやトトを筆頭に文学や歌劇の場面で活躍してきた。「オー・ソレ・ミオ」や「帰れソレントへ」の歌詞はイタリア語ではなくナポリ語である。
現在のところイタリア国内においてナポリ語は公用語などの公式な地位を与えられておらず、学校で教えられることもない。しかしナポリ語教育を振興する動きは多くあり、ナポリ大学ではナポリ語のカリキュラムが用意されている。

## 方言

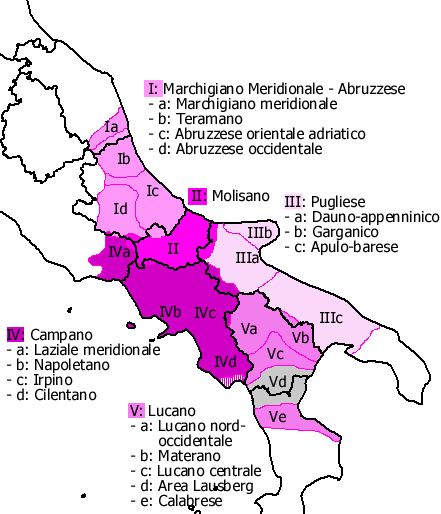
ナポリ語とその方言と考えられる地域（I：アブルッツォ方言、II：モリーゼ方言、III：プッリャ方言、IV：カンパーニア方言、V：ルカーノ方言）

ナポリ語にも方言はあり、論者の中には「ナポリ語はカンパーニア方言のみを指す」と揶揄する声も見られる。しかし中部イタリア語と同様（或いはそれ以上に）にナポリ語は非常に強い方言連続体を形成しており、相互に意思疎通が可能である。加えて北部・中部とは異なり、ナポリ王国の元で統一されていたという政治的背景も存在する。従って少なくない言語学の専門家は南イタリアの方言は単一言語に集約できると考え、その場合は「南イタリア語」という意味でナポリ語という用語を用いる為、注意が必要である。
エスノローグはカンパーニア方言と北カラブリア方言を合わせた物をナポリ・カラブリア語と新たに名付けた。各方言間でも特別に近い訳でもない両者を結びつける行為は、方言の距離が非常に近い事を示唆している。両シチリア文化協会はナポリ語の方言に優劣は無いとしつつも、別言語とする様な発言については「郷土に対する身贔屓」以上の意味は持たないと評している。
- 南イタリア語（広義でのナポリ語）
  - カンパーニア方言（狭義でのナポリ語。話者の過半数を占める。）
    - 南ラツィオ方言
    - ナポリ方言（標準ナポリ語。最も狭い意味でのナポリ語。）
    - アヴェリーノ方言
    - サレルノ方言

  - アブルッツォ方言（標準イタリア語の影響を受けている）
    - 南マルケ方言
    - テーラモ方言
    - 西アブルッツォ方言
    - 東アブルッツォ方言

  - モリーゼ方言（「狭義でのナポリ語」に含むとする意見もある）
  - プッリャ方言
    - 西フォギア方言（「バーリ方言の方言」とする意見もある）
    - 東フォギア方言（「バーリ方言の方言」とする意見もある）
    - バーリ方言（「狭義でのナポリ語」に含むとする意見もある）

  - ルカーノ方言
    - 北西ルカーノ方言
    - 北東ルカーノ方言
    - 中央ルカーノ方言
    - 北カラブリア方言（ナポリ・カラブリア語に含まれる）

両シチリア独立運動を進める活動家達は、ナポリ語の権威向上をスローガンの一つに掲げている。